# Жуков Дмитро Сергійович
Дмитро́ Сергі́йович Жу́ков (1978—2014) — підполковник (посмертно) Збройних Сил України, учасник російсько-української війни.

## З життєпису
Народився 1978 року в місті Петропавловськ-Камчатський. Разом з батьками мешкав у м. Кам'янка-Бузька Львівської області, де закінчив 9 класів ЗОШ № 3, по тому — Вище професійне училище № 71 м. Кам'янка-Бузька (фах — організатор агросервісу).
У Збройних Силах України — з 1990-х років. Закінчив Сумський Військовий двічі Червонопрапорний інститут ракетних військ і артилерії імені Б. Хмельницького Сумського державного університету.
Три роки служив у військовій частині міста Кам'янка-Бузька Львівської області, потім два роки — у військовій частині міста Тернопіль. Проходив військову службу на посаді заступника командира батальйону з озброєння 3-го повітрянодесантного батальйону 25-ї ОПДБр. У зоні бойових дій — з весни 2014-го.
12 серпня 2014 року — загинув у бою поблизу м. Вуглегірська. Тоді ж полягли старший лейтенант Чигринов Дмитро Вікторович, старшина Мельников Олександр Юрійович, старший солдат Паращенко Андрій Васильович, солдати Карпенко Сергій Олександрович, Головко Олександр Валерійович та Слісаренко Сергій Петрович.
Похований у с. Вільне на Дніпропетровщині.
Без Дмитра лишились дружина та син.

## Нагороди
- 8 серпня 2014 року — «за особисту мужність і героїзм, виявлені у захисті державного суверенітету та територіальної цілісності України», нагороджений орденом «За мужність» III ступеня[1].
- 14 серпня 2014 року — «за особисту мужність і героїзм, виявлені у захисті державного суверенітету та територіальної цілісності України», нагороджений орденом Богдана Хмельницького ІІІ ступеня (посмертно)[2].

## Вшанування пам'яті
- 4 грудня 2014 року, в ЗОШ № 3 м. Кам'янки-Бузької відкрито та освячено меморіальну дошку випускнику Дмитрові Жукову.
- його портрет розміщено на меморіалі «Стіна пам'яті полеглих за Україну» в Києві: секція 2, ряд 2, місце 37.
- У ВПУ № 71 м. Кам'янка-Бузька встановлено стенд пам'яті випускників — Дмитро Жуков, Грачов Сергій Валерійович, Цікало Богдан Богданович, Саксін Андрій Михайлович, Сікорський Іван Іванович, Різник Володимир Юрійович, Колодій Василь Миколайович.
- вшановується 12 серпня на ранковому церемоніалі загиблих українських героїв, які загинули в різні роки внаслідок російської агресії.[3]